# Rodolfo Tomich
Rodolfo Tomich (Pola, 27 ottobre 1903 – ...) è stato un calciatore e allenatore di calcio italiano, di ruolo difensore.

## Carriera
Terzino, giocò nel Bari per tre stagioni, di cui l'ultima in Serie A.